# Егорьевское (Орловская область)
Его́рьевское — деревня в Знаменском районе Орловской области России. Входит в состав Знаменского сельского поселения.

## География
Деревня находится в северо-западной части Орловской области, в лесостепной зоне, в пределах центральной части Среднерусской возвышенности, к западу от автодороги 54К-289, на расстоянии примерно 2 км (по прямой) к северо-западу от села Знаменское, административного центра района. Абсолютная высота — 200 м над уровнем моря.

### Климат
Климат умеренно континентальный, умеренно влажный, с холодной продолжительной зимой и тёплым летом. Среднегодовая температура воздуха — 4,6 °C. Средняя многолетняя температура самого холодного месяца (января) составляет −9,2 °С (абсолютный минимум — −44 °C), средняя температура самого тёплого (июля) — 18,8 °С (абсолютный максимум — 39 °С). Безморозный период длится около 145—150 дней. Среднегодовое количество атмосферных осадков составляет 526 мм, из которых большая часть выпадает в тёплый период. Снежный покров держится в течение 126—130 дней.

### Часовой пояс
Деревня Егорьевское, как и вся Орловская область, находится в часовой зоне МСК (московское время). Смещение применяемого времени относительно UTC составляет +3:00.

## Население
| 2010 |
| ---- |
| 13   |

### Половой состав
По данным Всероссийской переписи населения 2010 года, в гендерной структуре населения мужчины составляли 38,5 %, женщины — соответственно 61,5 %.

### Национальный состав
Согласно результатам переписи 2002 года, в национальной структуре населения русские составляли 86 % из 22 чел.